# Opočnice
Opočnice är en ort i Tjeckien.   Den ligger i regionen Mellersta Böhmen, i den centrala delen av landet, 60 km öster om huvudstaden Prag. Opočnice ligger 218 meter över havet och antalet invånare är 389.
Terrängen runt Opočnice är platt, och sluttar västerut. Runt Opočnice är det ganska glesbefolkat, med 34 invånare per kvadratkilometer. Närmaste större samhälle är Kolín, 16,5 km söder om Opočnice. Trakten runt Opočnice består till största delen av jordbruksmark.